# Quốc gia nội lục

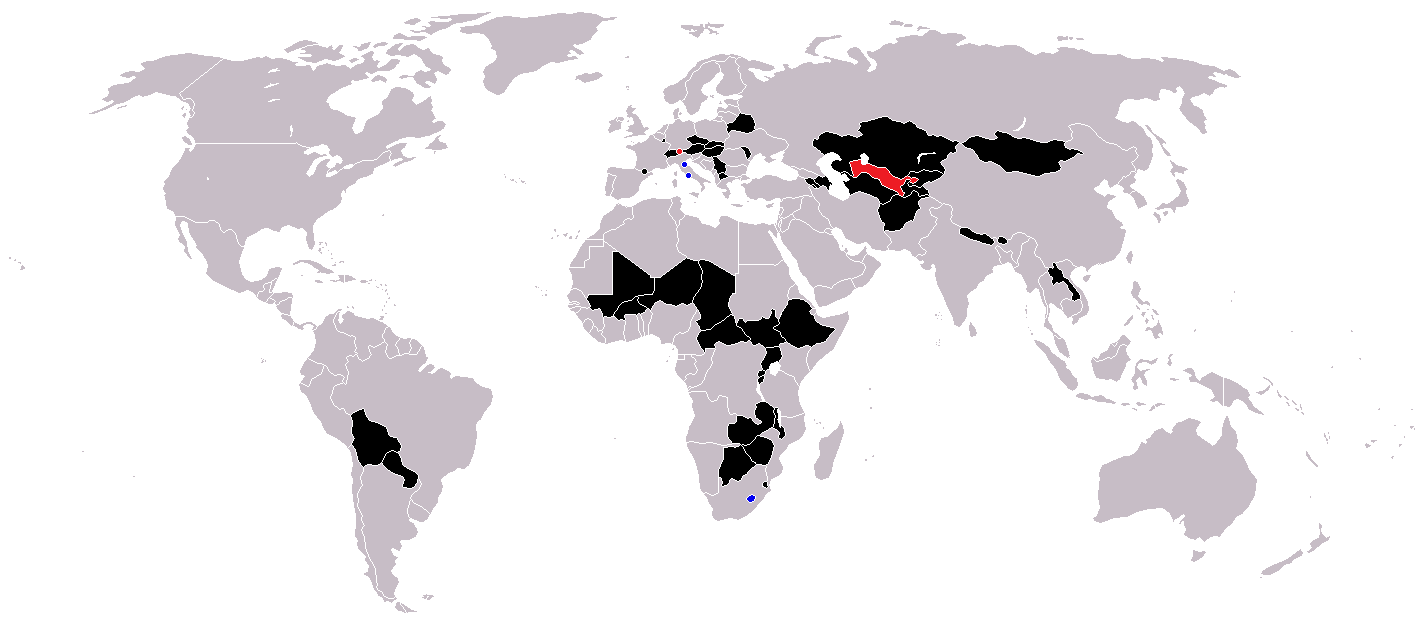
Các quốc gia nội lục theo The World Factbook. Màu đỏ chỉ quốc gia nội lục bị bao bọc bởi các quốc gia nội lục (Các quốc gia nội lục "kép"). Màu xanh chỉ các quốc gia bị bao bọc hoàn toàn trong một quốc gia khác.

Quốc gia nội lục một quốc gia có chủ quyền hoàn toàn bị bao bọc bởi 1 vùng lãnh thổ, hoặc chỉ có đường bờ biển trải trên 1 lòng chảo nội lục. Tính đến năm 2018, trên thế giới có tổng cộng 49 quốc gia nội lục, trong đó có năm nước được công nhận hạn chế. Chỉ Bolivia và Paraguay thuộc Nam Mỹ là 2 quốc gia nội lục không thuộc lục địa Á-Âu-Phi (Cựu Thế giới).
Gần như trên tất cả các lục địa có nhiều hơn 1 quốc gia, chỉ duy nhất lục địa Bắc Mỹ và châu Đại Dương là không có quốc gia nội lục.
Ngược lại với những quốc gia nội lục là những quốc đảo, khi những nước này được bao quanh bởi biển.

## Lịch sử và tầm quan trọng
Vị trí không giáp biển đã đem lại bất lợi cho các quốc gia trong việc tiếp cận giao thương bằng đường biển với thế giới, từ đó kìm hãm sự phát triển kinh tế quốc gia. Vì tầm quan trọng của giao thương đường biển, nhiều quốc gia đã nỗ lực để tìm nhiều biện pháp khác nhau để duy trì hoặc khai thông đường ra biển:
- Hiệp hội Quốc tế Congo (International Congo Society), tiền thân của nước Cộng hòa Dân chủ Congo (Zaire) ngày nay đã nhận từ Angola 1 phần đất ven biển nhỏ của nước này làm đường thông ra biển theo Hội nghị Berlin (Conference of Berlin) vào năm 1885.
- Cộng hòa Dubrovnik từng dâng nộp thị trấn Neum cho đế quốc Ottoman do nước này không muốn có biên giới trên bộ với Cộng hòa Venezia; đô thị nhỏ này sau đó được Bosnia và Hercegovina kế thừa và hiện nay là nơi thông ra biển 1 cách hạn hẹp của quốc gia này, chia tách các phần của Croatia trên bờ biển Adriatic ra thành 2.
- Sau Thế Chiến I, trong Hòa ước Versailles 1919, 1 phần của Đức, gọi là "hành lang Ba Lan", được giao lại cho nhà nước mới thành lập sau Thế Chiến I là Cộng hòa Ba Lan thứ hai để có lối ra biển Baltic, và đó cũng là lý do làm cho Danzig (hiện nay là Gdansk) với bến cảng của nó trở thành Thành phố tự do Danzig. Điều này làm cho Ba Lan trở thành 1 quốc gia bán tiếp giáp biển như miêu tả trên đây, nhưng Ba Lan đã nhanh chóng mở rộng bến cảng cá nhỏ Gdynia trở thành 1 hải cảng lớn.
- Mặc dù Áo, Thụy Sĩ, Slovakia là các quốc gia không giáp biển nhưng sông Danube chảy qua lãnh thổ 3 nước này được quốc tế hóa nên 3 quốc gia này có thể dễ dàng tiếp cận Biển Đen.
- Đảng Ba'ath của Iraq, dưới thời tổng thống Saddam Hussein đã tiến hành cuộc Chiến tranh Vùng Vịnh 1991 xâm chiếm quốc gia lân cận phía nam là Kuwait để tìm đường tốt hơn ra biển.
- Serbia trở thành quốc gia nội lục khi Montenegro tách khỏi Liên bang Serbia và Montenegro. Tuy nhiên, thông qua sông Danube thì Serbia có đường để tiếp cận Biển Đen.
- Sau khi tách khỏi Liên bang Đông Dương, Lào trở thành quốc gia duy nhất của khu vực Đông Nam Á là không giáp biển. Tuy nhiên, Lào vẫn có thể ra Biển Đông bằng đường sông Mê Kông.

Đánh mất sự tiếp cận với biển thường là 1 bất hạnh lớn cho quốc gia:
- Sự thành lập các quốc gia mới Eritrea và Montenegro nhờ thắng lợi của các phong trào li khai, đã làm cho Ethiopia và Serbia trở thành các quốc gia nội lục.
- Bolivia đánh mất đường bờ biển của mình cho Chile trong Chiến tranh Thái Bình Dương (1879-1884). Cho tới nay hải quân Bolivia vẫn tập luyện trên hồ Titicaca nhằm đòi lại và trong thế kỷ XXI, việc lựa chọn hành trình đường ống dẫn hơi đốt từ Bolivia ra biển đã gây ra tranh cãi về hành trình của đường ống này.
- Áo và Hungary cũng đánh mất sự tiếp cận ra biển như là hậu quả của Hiệp ước Saint-Germain-en-Laye (10/9/1919) và Hiệp ước Trianon (1920). Trước đó, mặc dù Croatia có quyền tự trị theo hiến pháp trong phạm vi đế quốc Hungary, nhưng thành phố Rijeka trên bờ biển Croatia là độc lập, được quản lý trực tiếp như là corpus separatum (thực thể tách biệt) từ Budapest bởi 1 thống đốc được chỉ định, giúp cho Hungary có cảng biển quốc tế duy nhất trong các thời kỳ 1779-1813, 1822-1848 và 1868-1918.
- Khi Hội Quốc Liên phân chia Đế quốc Ottoman theo Hòa ước Sèvres (10/8/1920) khi kết thúc Thế Chiến I, Armenia được cam kết giao cho 1 phần của Trebizond vilayet (tương ứng gần đúng là các tỉnh Trabzon và Rize ngày nay của Thổ Nhĩ Kỳ). Điều này giúp cho Armenia có tiếp cận tới Biển Đen. Tuy nhiên, hiệp ước Sèvres đã sụp đổ bởi Chiến tranh giành độc lập của người Thổ Nhĩ Kỳ (1919-1923) và bị thay thế bằng Hiệp ước Lausanne (24/7/1923) trong đó thiết lập vững chắc chủ quyền của Thổ Nhĩ Kỳ đối với khu vực này.

Công ước Liên Hợp Quốc về Luật biển hiện nay cho các quốc gia nội lục có quyền tiếp cận biển mà không phải trả thuế lưu thông thông qua quốc gia quá cảnh. Liên Hợp Quốc có chương trình hỗ trợ các quốc gia đang phát triển không tiếp giáp biển và người chịu trách nhiệm hiện tại của chương trình này là Anwarul Karim Chowdhury.
Một số quốc gia có thể có đường bờ biển dài, nhưng phần lớn trong số đó khó hay không có nhiều lợi ích trong giao thông và thương mại. Chẳng hạn, trong lịch sử sơ kỳ của Nga, các hải cảng duy nhất của Nga nằm ven Bắc Băng Dương và chúng bị đóng băng trong phần lớn thời gian của năm. Giành quyền kiểm soát các hải cảng vùng nước ấm là động cơ thúc đẩy chính để Nga mở rộng về phía biển Baltic, Biển Đen và Thái Bình Dương. Ngược lại, một vài quốc gia nội lục lại có thể nối thông ra biển nhờ các con sông lớn thuận tiện cho giao thông thủy. Chẳng hạn, Paraguay (và Bolivia ở mức độ nhỏ hơn) có đường thông ra biển nhờ các sông Paraguay và Paraná.
Một vài quốc gia có đường bờ biển trên các biển nội địa, chẳng hạn biển Caspi và biển Aral. Do các biển này đôi khi được coi là các hồ lớn và do chúng không cho phép tiếp cận thương mại bằng đường biển nên các quốc gia như Kazakhstan vẫn được coi là quốc gia nội lục. (Tuy nhiên, biển Caspi nối với Biển Đen thông qua kênh Volga-Đông nối hai sông Volga và Đông).

## Danh sách các quốc gia nội lục
| Quốc gia                     | Diện tích (km²) | Dân số      |
| ---------------------------- | --------------- | ----------- |
| Afghanistan                  | 647.500         | 29.117.000  |
| Andorra                      | 468             | 84.082      |
| Armenia                      | 29.743          | 3.254.300   |
| Áo                           | 83.871          | 8.396.760   |
| Azerbaijan [a]               | 86.600          | 8.997.400   |
| Belarus                      | 207.600         | 9.484.300   |
| Bhutan                       | 38.394          | 691.141     |
| Bolivia                      | 1.098.581       | 10.907.778  |
| Botswana                     | 582.000         | 1.990.876   |
| Burkina Faso                 | 274.222         | 15.746.232  |
| Burundi                      | 27.834          | 8.988.091   |
| Cộng hòa Trung Phi           | 622.984         | 4.422.000   |
| Chad                         | 1.284.000       | 10.329.208  |
| Cộng hòa Séc                 | 78.867          | 10 674 947  |
| Ethiopia                     | 1.104.300       | 119.352.119 |
| Hungary                      | 93.028          | 10.005.000  |
| Kazakhstan[a][b]             | 2.724.900       | 16.372.000  |
| Kosovo[c]                    | 10.908          | 1.804.838   |
| Kyrgyzstan                   | 199.951         | 5.482.000   |
| Lào                          | 236.800         | 6.320.000   |
| Lesotho[d]                   | 30.355          | 2.067.000   |
| Liechtenstein                | 160             | 35.789      |
| Luxembourg                   | 2.586           | 502.202     |
| Malawi                       | 118.484         | 15.028.757  |
| Mali                         | 1.240.192       | 14.517.176  |
| Moldova                      | 33.846          | 3.567.500   |
| Mông Cổ                      | 1.564.100       | 2.736.800   |
| Nepal                        | 147.181         | 29.331.000  |
| Niger                        | 1.267.000       | 15.306.252  |
| Bắc Macedonia                | 25.713          | 2.114.550   |
| Paraguay                     | 406.752         | 6.349.000   |
| Rwanda                       | 26.338          | 10.746.311  |
| San Marino[d]                | 61              | 31.716      |
| Serbia                       | 88.361          | 7.306.677   |
| Slovakia                     | 49.035          | 5.429.763   |
| Nam Ossetia[c]               | 3.900           | 72.000      |
| Nam Sudan                    | 619.745         | 8.260.490   |
| Eswatini                     | 17.364          | 1.185.000   |
| Thụy Sĩ                      | 41.284          | 7.785.600   |
| Tajikistan                   | 143.100         | 7.349.145   |
| Transnistria[c]              | 4.163           | 537.000     |
| Turkmenistan[a]              | 488.100         | 5.110.000   |
| Uganda                       | 241.038         | 32.369.558  |
| Uzbekistan[b]                | 447.400         | 27.606.007  |
| Thành Vatican[d]             | 0,44            | 826         |
| Zambia                       | 752.612         | 12.935.000  |
| Zimbabwe                     | 390.757         | 12.521.000  |
| Tổng                         | 16.963.624      | 470.639.181 |
| Tỷ lệ phần trăm của thế giới | 11,4%           | 6,9%        |

a  Giáp với biển Caspi
b  Giáp với biển Aral
c  Còn tranh cãi với sự công nhận của một số quốc gia
d  Hoàn toàn nằm bên trong một quốc gia
Các quốc gia này có thể được nhóm theo các nhóm cận kề theo khu vực như sau (có biên giới giáp với cả quốc gia có giáp biển và quốc gia không giáp biển):
- Nhóm các quốc gia nội lục tại Trung Á (6): Afghanistan, Kazakhstan, Kyrgyzstan, Tajikistan, Turkmenistan, Uzbekistan
- Nhóm các quốc gia nội lục tại châu Âu (9): Áo, Cộng hòa Séc, Hungary, Kosovo (còn tranh cãi), Liechtenstein, Bắc Macedonia, Serbia, Slovakia và Thụy Sĩ
- Nhóm các quốc gia nội lục tại Trung và Đông Phi (10): Burkina Faso, Burundi, Cộng hòa Trung Phi, Chad, Ethiopia, Mali, Niger, Rwanda, Uganda, Nam Sudan
- Nhóm các quốc gia nội lục tại Nam Phi (4): Botswana, Malawi, Zambia, Zimbabwe
- Nhóm các quốc gia nội lục tại Kavkaz (3): Armenia, Azerbaijan, Nagorno-Karabakh (chưa được công nhận)
- Nhóm các quốc gia nội lục tại Nam Mỹ (2): Bolivia, Paraguay

Một vài quốc gia nội lục dạng 'đơn lẻ' (chúng có biên giới với các quốc gia khác mà tất cả quốc gia đó đều giáp biển):
- châu Phi (2): Lesotho, Swaziland.
- châu Á (4-5): Bhutan, Lào, Mông Cổ, Nepal, Nam Ossetia[6] (chỉ có Nga và Nicaragoa công nhận độc lập).
- châu Âu (6-7): Andorra, Belarus, Luxembourg, Moldova, San Marino, Thành Vatican, Nam Ossetia[7].

Vào thời điểm năm 2009, nếu Armenia, Azerbaijan và Nam Ossetia được coi là thuộc châu Âu thì châu Âu có nhiều quốc gia nội lục nhất, với số lượng là 18. Kazakhstan đôi khi cũng được coi là quốc gia liên châu lục, vì thế nếu nó được tính là thuộc châu Âu thì số lượng các quốc gia nội lục tại châu lục này là 19. Nếu bốn quốc gia này được tính là thuộc châu Á thì châu Phi cùng châu Âu là các châu lục có nhiều quốc gia nội lục nhất, với số lượng đều là 15. Phụ thuộc vào quan điểm xem xét bốn quốc gia kể trên, châu Á có 9 tới 13 quốc gia nội lục, trong khi Nam Mỹ chỉ có 2. Bắc Mỹ và châu Đại Dương là các lục địa duy nhất không có quốc gia nội lục nào. Châu Đại Dương cũng đáng chú ý vì là châu lục trong đó các quốc gia gần như không có biên giới đường bộ (chỉ có duy nhất một quốc gia của châu Đại Dương là Papua New Guinea là có đường biên giới với phía đông của Indonesia thuộc châu Á, tất cả các quốc gia khác của châu Đại Dương đều là Quốc đảo).
Chia theo châu lục, các quốc gia nội lục có thể được nhóm thành:
- Các quốc gia nội lục ở châu Á (9-13): Afghanistan, Kyrgyzstan, Tajikistan, Turkmenistan, Uzbekistan, Lào, Bhutan, Mông Cổ, Nepal, Armenia[6], Azerbaijan[6], Kazakhstan[6] và Nam Ossetia[6].
- Các quốc gia nội lục tại châu Âu (15-19): Áo, Cộng hòa Séc, Hungary, Kosovo, Liechtenstein, Macedonia, Serbia, Slovakia, Thụy Sĩ, Andorra, Belarus, Luxembourg, Moldova, San Marino, Thành Vatican, Nam Ossetia[7], Armenia[7], Azerbaijan[7] và Kazakhstan[8].
- Các quốc gia nội lục tại châu Phi (15): Burkina Faso, Cộng hòa Trung Phi, Tchad, Mali, Niger, Ethiopia, Lesotho, Swaziland, Botswana, Malawi, Zambia, Zimbabwe, Burundi, Rwanda, Uganda.
- Các quốc gia nội lục tại Nam Mỹ (2): Bolivia, Paraguay

### Các quốc gia nội lục "kép"
Một quốc gia nội lục được bao quanh bằng các quốc gia nội lục khác có thể được gọi là quốc gia "nội lục kép". Người dân từ quốc gia như vậy phải vượt qua ít nhất là hai đường biên giới quốc gia để ra tới bờ biển.
Hiện tại, có 2 quốc gia như vậy trên thế giới: 
- Liechtenstein tại Trung Âu được bao quanh bởi Thụy Sĩ và Áo[9]
- Uzbekistan tại Trung Á được bao quanh bởi Afghanistan, Kazakhstan, Kyrgyzstan, Tajikistan, và Turkmenistan.[10]

Uzbekistan có đường biên giới với Turkmenistan và Kazakhstan tuy là các quốc gia nội lục nhưng từ biển Caspi thì tàu thủy có thể đi tới biển Azov qua kênh Volga-Đông và vì thế mà có thể tới Biển Đen và Địa Trung Hải cũng như các đại dương.
Không có quốc gia nào là quốc gia nội lục "kép" từ thống nhất Đức năm 1871 cho tới khi kết thúc Thế Chiến I. Điều này là do khi đó Uzbekistan là một phần của đế quốc Nga trong khi Liechtenstein có biên giới với đế quốc Áo-Hung, là quốc gia có đường bờ biển với biển Adriatic cho tới tận năm 1918. Điều tương tự cũng diễn ra từ năm 1938 cho tới khi kết thúc Thế Chiến II do Đức Quốc Xã đã sáp nhập cả Áo còn Uzbekistan thuộc Liên Xô.

### Được bao quanh bởi một quốc gia
Chỉ có ba quốc gia trên thế giới được bao quanh bởi một quốc gia – nó nằm hoàn toàn trong lãnh thổ của một quốc gia. Những quốc gia như vậy được gọi là một vùng đất.
Ba quốc gia đó là:
- Cộng hòa San Marino, nằm hoàn toàn trong lãnh thổ nước Ý;
- Thành Vatican, là một lãnh thổ trong thủ đô Roma, Ý;
- Vương quốc Lesotho, một lãnh thổ trong Nam Phi.

## Vị thế của biển nội lục Caspi
Hiện nay đã có một vài cá nhân và tổ chức kêu gọi Liên Hợp Quốc sửa đổi lại luật biển và xem biển Caspi là một vùng biển liên kết với đại dương thực sự chứ không nên coi là biển nội lục vì biển Caspi không hề bị cô lập hoàn toàn mà nó vẫn thông ra được với biển Đen thông qua kênh Vonga-Đông nối liền giữa hai con sông Vonga và sông Đông. Nếu biển Caspi được coi là một vùng biển thực sự chứ không phải một hồ nước lớn nằm trong châu lục thì các quốc gia xung quanh biển Caspi là Azerbaijan, Turkmenistan và Kazakhstan sẽ không còn được coi là những quốc gia nội lục nữa, còn Uzbekistan sẽ không còn bị coi là một quốc gia nội lục "kép".

## Các quốc gia gần như không giáp biển
Các quốc gia sau đây gần như không giáp biển vì đường bờ biển tương đối ngắn:
- Iraq (vịnh Ba Tư qua bán đảo Al-Faw) 58 km (35 dặm)
- Slovenia (biển Adriatic qua Koper) 47 km (29 dặm)
- Cộng hòa dân chủ Congo (Đại Tây Dương) 40 km (25 dặm)
- Bosna và Hercegovina (biển Adriatic qua Neum) 26 km (16 dặm)
- Jordan (Hồng Hải-vịnh Aqaba qua Aqaba) 26 km (16 dặm)